# Dealul Gellért

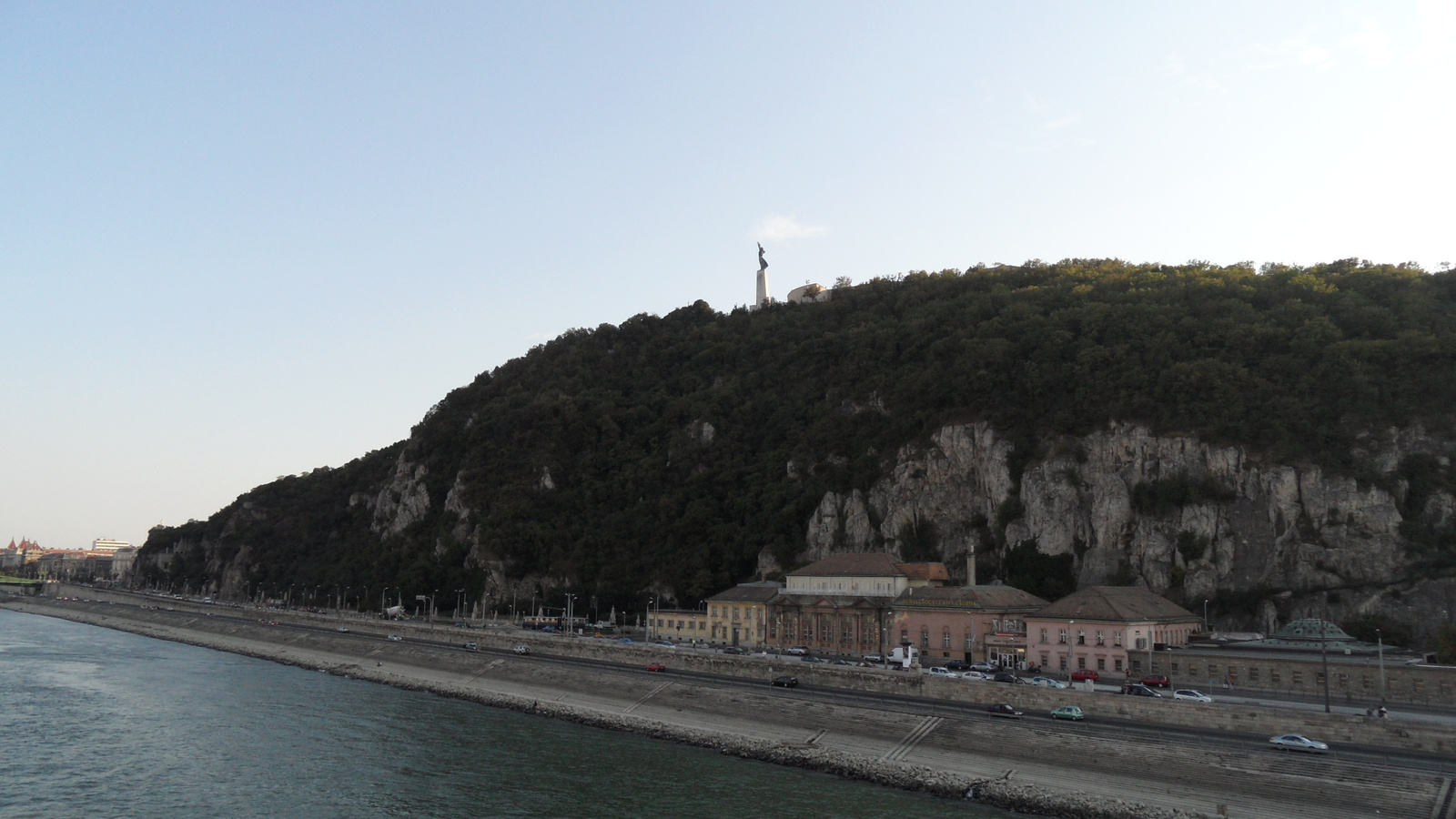
Dealul Gellért, văzut de pe Dunăre.

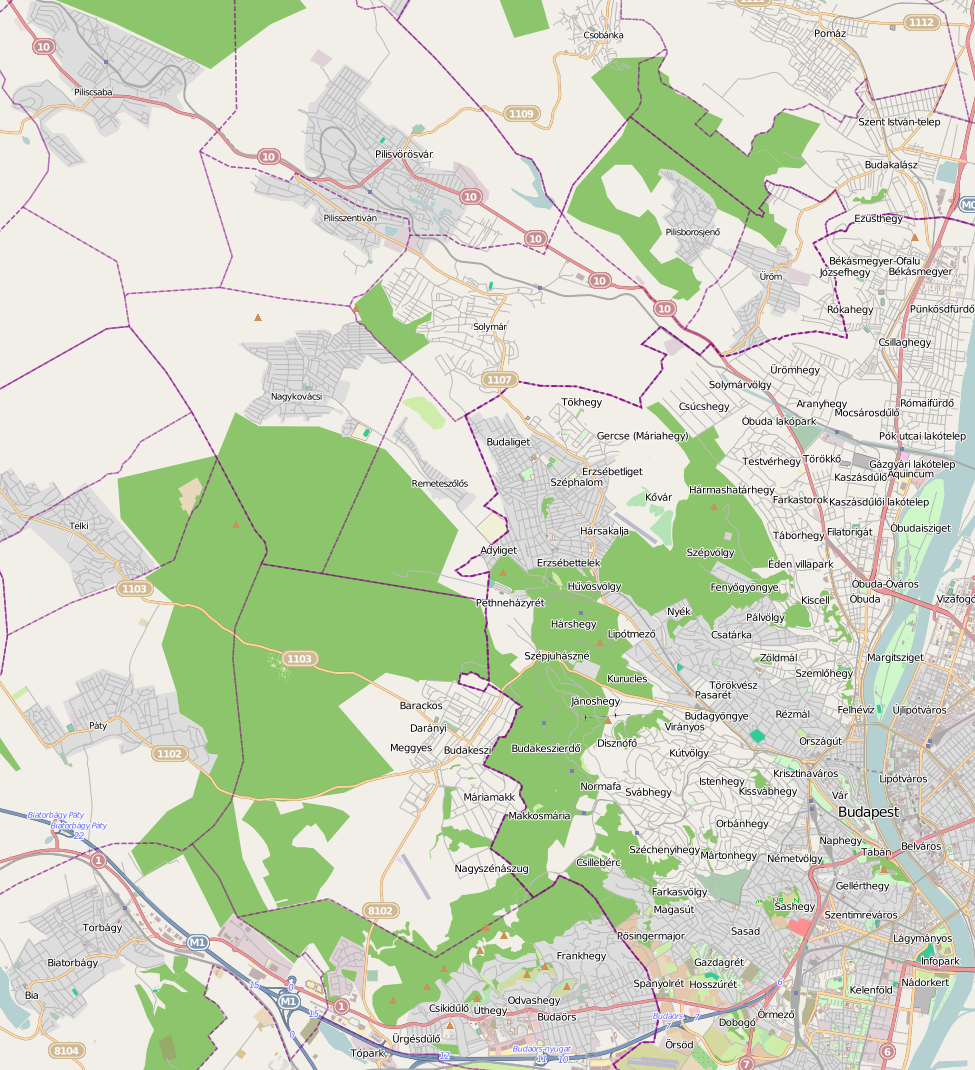

Dealul Gellért, denumire sinonimă cu Muntele Gellért, (în maghiară Gellért-hegy; în germană Blocksberg; în latină Mons Sancti Gerhardi; în turcă Gürz Elyas bayiri) este un deal înalt de 235 de metri (139 m față de nivelul local al Dunării) cu vedere asupra Dunării în Budapesta (Ungaria). El este inclus în sectoarele I. și XI.. Dealul Gellért a fost numit după Sfântul Gerard (în maghiară Gellért), care, conform legendei, a fost împins în anul 1046 de pe o stâncă abruptă de către păgânii maghiari ce luptau împotriva creștinătății. La poalele dealului se află trei dintre numeroasele băi termale ale Budapestei. La nord est, în cartierul Tabán se află Băile medicinale Rác; la est, în imediata vecinătate a podului Elisabeta, între peretele stâncos al dealului și faleza Dunarii se află Băile Rudas; faimosul Hotel Gellért și Băile Gellért se află în Piața Gellért, la poalele dealului, lângă Podul Libertății. Peștera din dealul Gellért este situată pe partea sudică a dealului, orientată spre Hotelul Gellért și fluviul Dunărea.
În vârful dealului se află Citadela (Fortăreața), de unde se deschide o panoramă superbă în ambele direcții ale Dunării.

## Nume
Primele nume ale dealului menționate în documentele din Evul Mediu au fost Kelen-hegy, Pesti-hegy și Blocksberg. El a fost numit Szent Gellért hegye (literal muntele Sfântului Gerard) începând cu secolul al XV-lea, cu referire la legenda despre moartea Sfântului Gerard. Episcopul sfânt a fost ucis de păgâni în timpul marii rebeliuni păgâne din 1046. El a fost pus într-un butoi, care a fost rostogolit la vale din vârful dealului.
Fostul nume, Pesti-hegy (în latină Mons Pestiensis), se referă la peștera largă (acum Peștera din dealul Gellért) scobită în deal. Cuvântul este de origine slavă și înseamnă cuptor sau peșteră.
Turcii otomani au numit dealul Gürz Elyas bayiri. Gürz Elyas a fost un om sfânt din ordinul religios islamic Bektashi al cărui sanctuar și mormânt din vârful dealului a fost un loc de pelerinaj în secolul al XVII-lea.
Denumirea de Muntele Gellért (traducerea literală a denumirii oficiale: Gellért-hegy) se datorează faptului că dealul, privit dinspre Dunăre, datorită versantului abrupt și stâncos amintește de un pisc de munte, aspect reflectat și de toponimul german (berg) sau latin (mons). Numele, grafiat prin Gellérthegy nu este identic cu numele dealului, ci desemnează cartierul care se întinde pe versanți și împrejurimi.

## Istoric

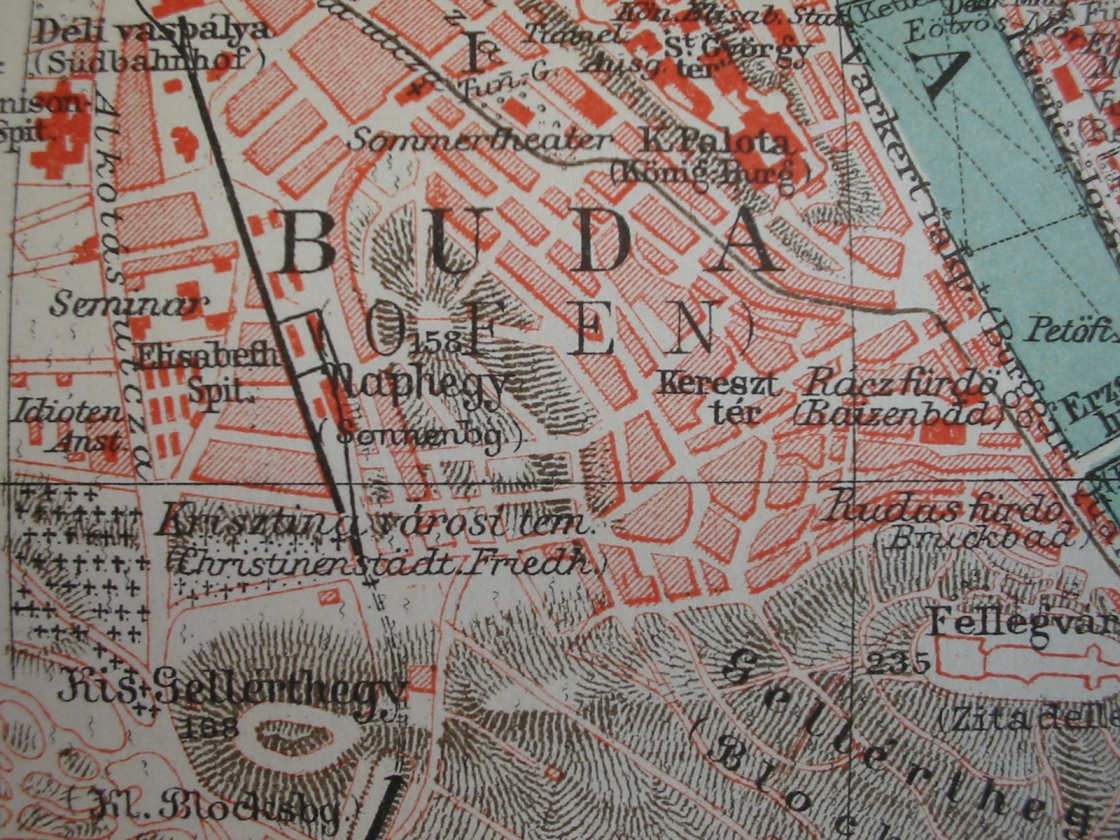
Naphegy și Tabán în Lexiconul din Budapesta în Lexiconul Meyers (1905)

În secolul al XVIII-lea terenurile de pe Dealul Gellért au fost acoperite cu vii. Cartier Tabán de la poalele dealului a fost un important centru de vinificație din Buda. Conform registrului terenurilor din 1789, viile ocupau o suprafață de 128 de hectare pe deal (doar 7,62 hectare au fost folosite ca pășuni).

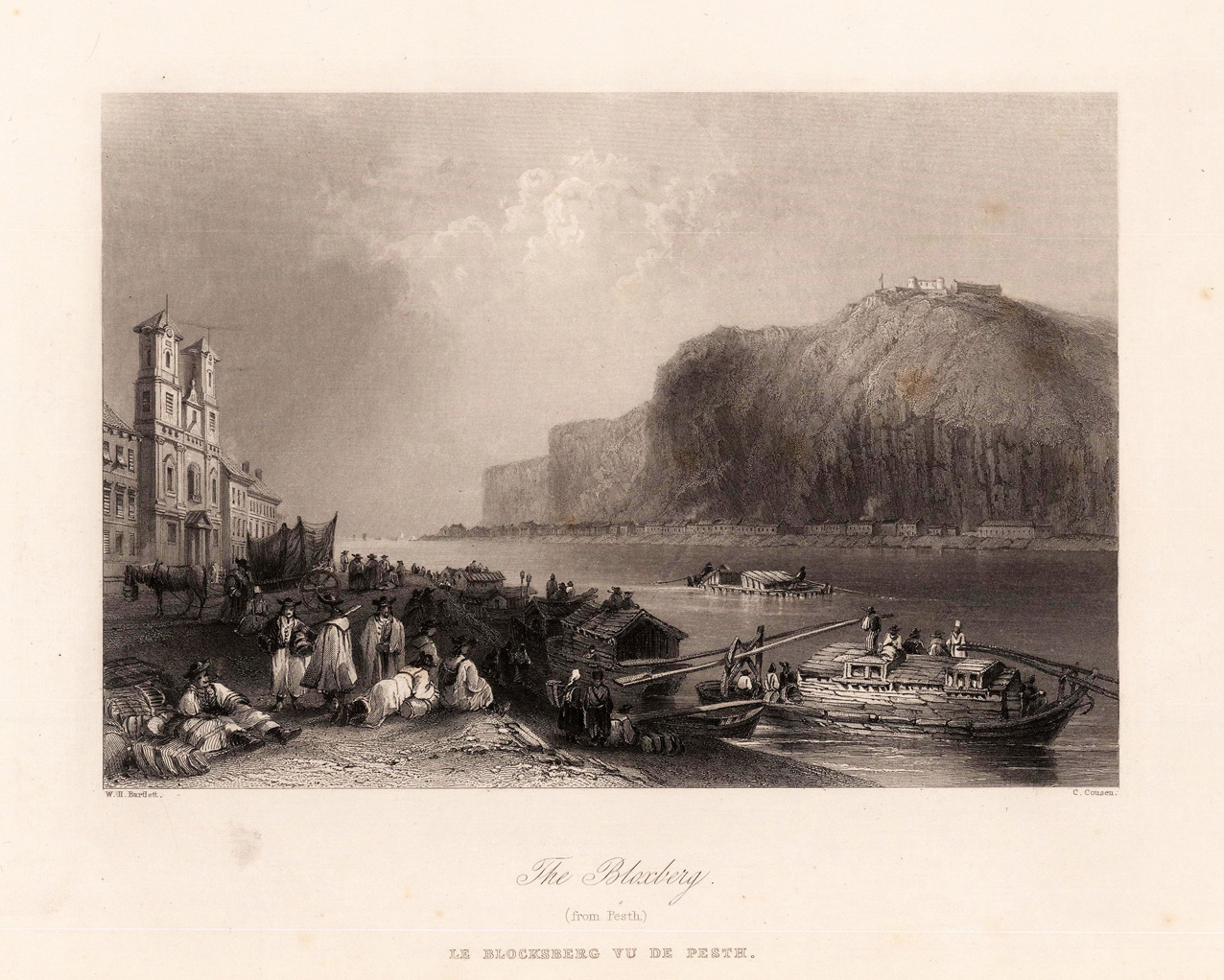
Vederea dealului Gellért, din 1844, văzut dinspre Pesta, cu observatorul astronomic universitar pe vârful dealului

În secolul al XVIII-lea a fost construit un Drum al Crucii în vârful dealului care a fost reconstruit în jurul anului 1820. În Lunea Luminată avea loc o procesiune pe drumul abrupt care ducea către calvariu pentru a sărbători învierea lui Cristos. Multe colibe și prăvălii au fost construite pe pajistea din apropiere. Emmausjárás (Calea Emausului) sau tojásbúcsú (pelerinajul oului) a fost una dintre cele mai populare sărbători catolice ale anului în perioada secolelor XVIII-XIX.
Fortăreața a fost construită după revolta maghiară din 1848-1849 împotriva guvernanților habsburgici austrieci, ca un loc strategică pentru apărarea Budei și Pestei în cazul unei revolte viitoare.
Pe dealul Gellért au avut loc acțiuni militare în perioada celui de-al Doilea Război Mondial și apoi a Revoluției ungare din 1956, când tancurile sovietice au tras de pe deal asupra orașului. Într-adevăr, urme de proiectile încă se mai zăresc pe unele clădiri din Budapesta. Pe teritoriul fortăreței se află un mic muzeu militar. La capătul Citadellei se află Statuia Libertății (în maghiară Szabadság Szobor), un monument înalt ridicat de Armata Roșie sovietică pentru a rememora victoria lor în al doilea război mondial.

## Prezent
Pe străzile care urcă dealul se află în prezent ambasade și reședințe diplomatice, transformând zona într-o importantă zonă rezidențială. Din 1987, zona este înscrisă în Patrimoniul Mondial UNESCO, ca parte a obiectivului „Malurile Dunării”.
O mare parte din deal este format dintr-un parc. Lilieci și arici sunt frecvent observați aici în nopțile de vară.
În ianuarie 2007, o nouă peșteră a fost descoperită sub dealul Gellért în timpul realizării unei construcții private. Peștera are 60 m lungime și 18 m adâncime cu 3 încăperi. Interiorul este acoperit cu cristale albe compuse din gips, calcit și aragonit. Peștera a fost formată cu 300.000-500.000 de ani în urmă de către un izvor termal în prezent dispărut. Peștera de cristal a fost imediat pusă sub protecția legii.

## Monumente și atracții turistice
- Hotelul Danubius și Băile Medicinale Gellért – este un complex balnear medicinal, situat la adresa Piața Gellért (Piața Gerard) nr 1., la sud de piciorul sud-estic al dealului Gellért. Construit  în stil Art Nouveau, este una din cele mai reprezentative edificii de acest stil din Ungaria și una din cele mai cunoscute băi de acest tip din Europa.
-  Băile Medicinale Rác – este un complex balnear situat în cartierul Taban de la poalele dealului și la nord-est de acesta. Atestat documentar din secolul al XVI-lea, este, în prezent, una din cele mai apreciate băi terapeutice din Budapesta și se află în incinta unei clădiri monument de arhitectură.
- Biserica-Grotă Sf. Gerard (Szent Gellért-sziklatemplom) – este o biserică rupestră, de rit romano-catolic, aparținând mănăstirii pauline din imediata ei vecinătate. A fost amenajată în anul 1935 într-o grotă naturală care a fost extins în acest scop, în peretele de stâncă al pintenului sud-estic al dealului.
- Statuia Regelui Sfântul Ștefan  (Szent István-szobor) – opera sculptorului Kő Pál din 2001.
-  Mănăstirea Ordinului Paulin (Pálos Rendház) –
- Citadela ( Citadella) – este o fortăreață situată pe vârful dealului; construită în anul 1854; la ora actuală, este un monument istoric și un reper turistic apreciat, de unde se deschide o panoramă splendidă asupra întregului oraș.
- Statuia Libertății (Szabadság-szobor) – este un ansamblu statuar finalizat în 1947 pentru a rememora eliberarea Ungariei de către trupele sovietice în timpul celui de Al Doilea Război Mondial. Situat la extremitatea estică a platoului, în timp, a devenit un monument emblematic al orașului Budapesta.
- Statuia Episcopului Sf. Gerard  (Szent Gellért püspök szobra) – Monument ridicat în 1904 prin finanțarea de către „Consiliul Lucrărilor Publice a Budapestei”, figura centrală este opera sculptorului Gyula Jankovits, figura alegorică a păgânului este creația lui Aladar Gajdos, arhitectura ansamblului e semnată de Imre Francsek.
- Cascada Sf. Gerard –
- Băile Rudas (Rudas gyógyfürdő) – este un complex balnear medical, aflat la poalele dealului Gellért, în imediata vecinătate a peretelui de stâncă dinspre piața Döbrentei. O parte a complexului este un monument istoric reprezentativ al arhitecturii otomane din Ungaria.
- Rezervorul de apă de pe Dealul Gellért  (Gellérthegyi víztározó) –
- Observatorul astronomic Urania (TIT Uránia Csillagvizsgáló) –
- Parcul Jubileului (Jubileumi Park) – este un parc de mari dimensiuni pe versantul sud-vestic al dealului, amenajat și inaugurat în anul 1965 cu ocazia împlinirii a douăzeci de ani de la eliberarea Ungariei de sub ocupația germană.
- Grădina filosofică (Filozófiai kert)  – grup statuar din bronz, opera celebrului sculptor Nándor Wagner, donat de către artist, municipalității din Budapesta, amplasat în parcul de deasupra rezervorului de apă (inaugurat în 2001 și restaurat în 2010, după vandalizarea lui din 2006) 
- Statuia Piatra-Belvedere (Kilátókő-szobor) – Prințul Buda și Prințesa Pesta (Buda királyfi és Pest királykisasszony); statuia artiștilor  Márta Lesenyei si György Vadász   din anul 1982 sau 1984

## Galerie de imagini

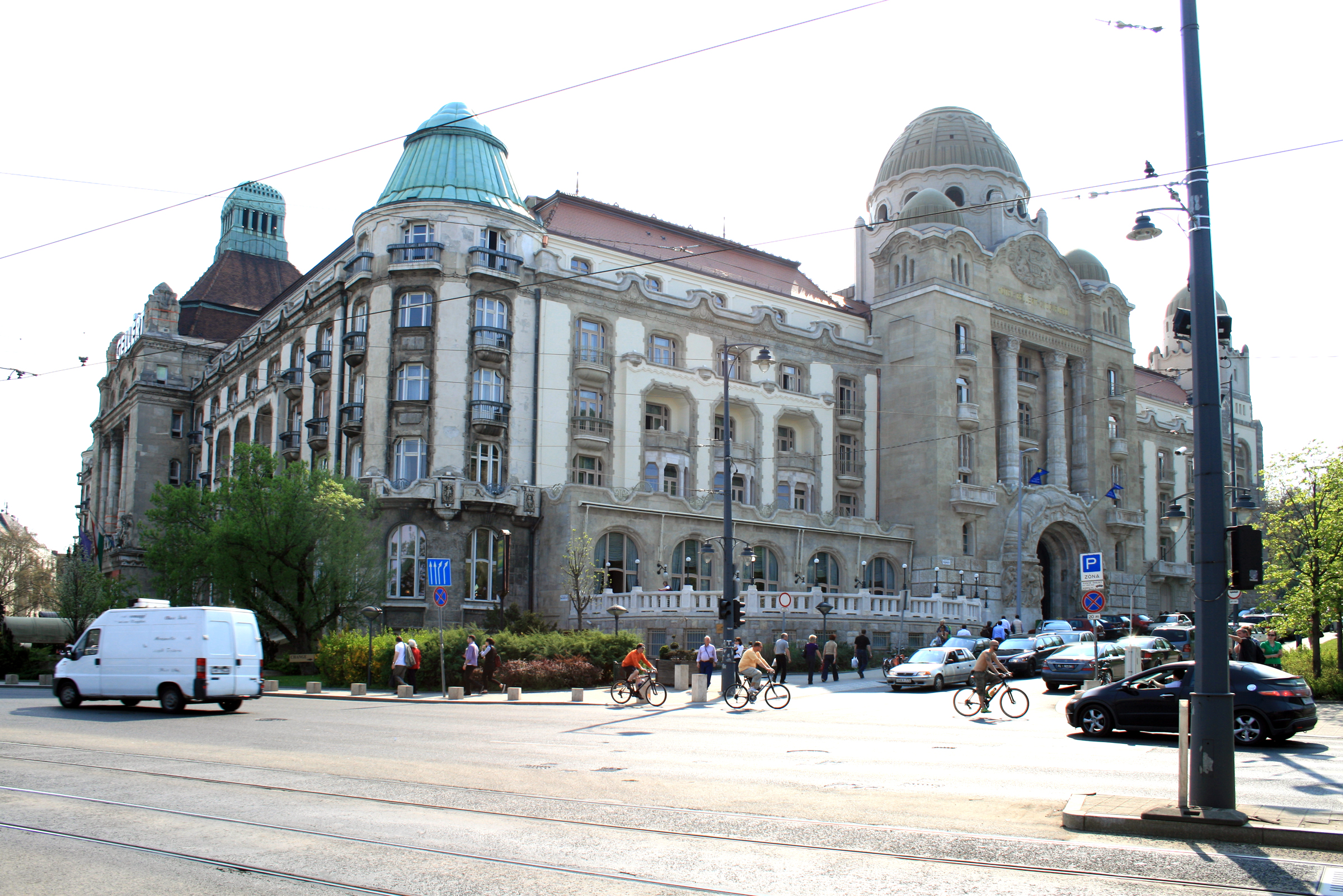
Hotel Danubius și Băile Medicinale Gellért
Biserica-Grotă Sf. Gerard
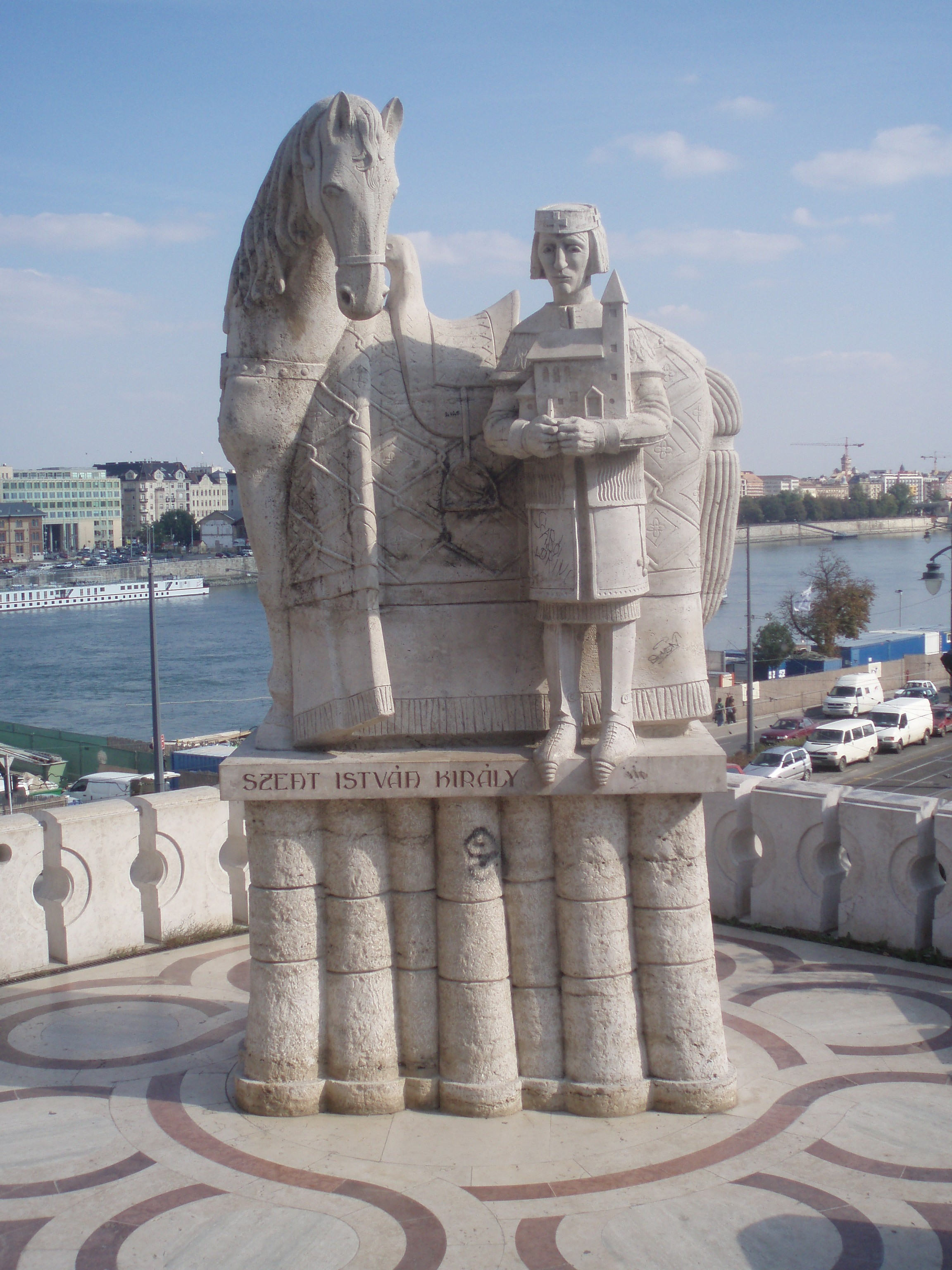
Statuia Regelui Sfântul Ștefan
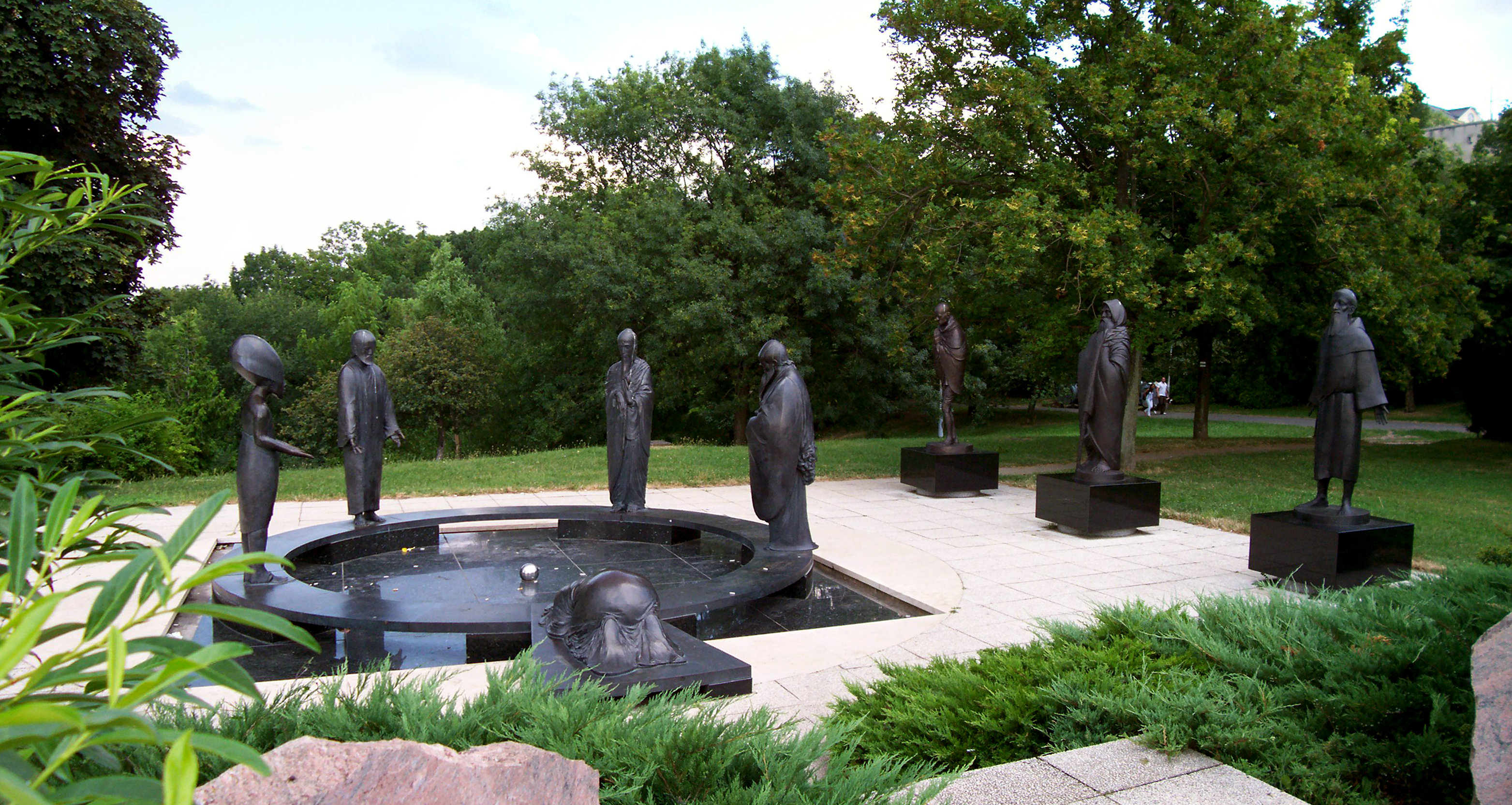
Grădina filosofică
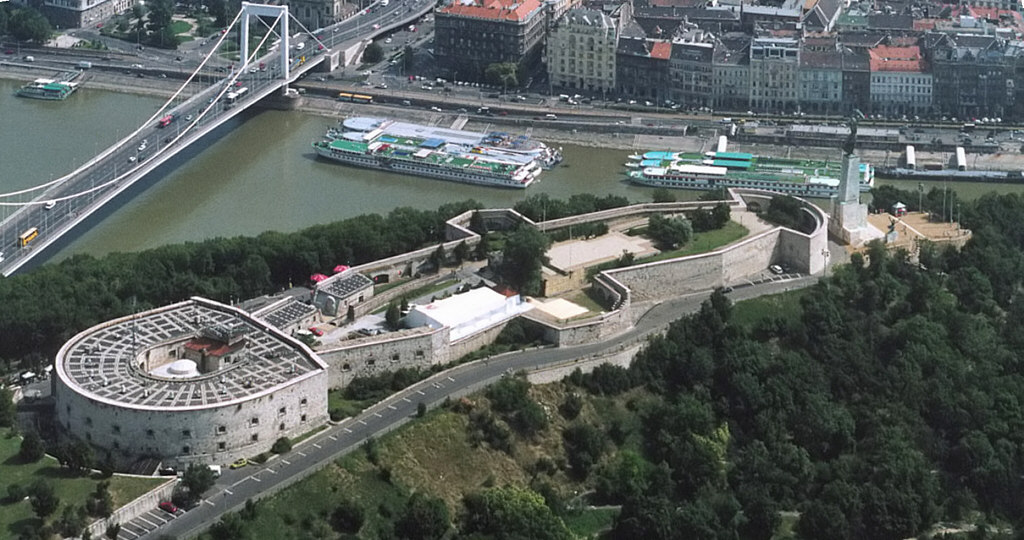
Citadela
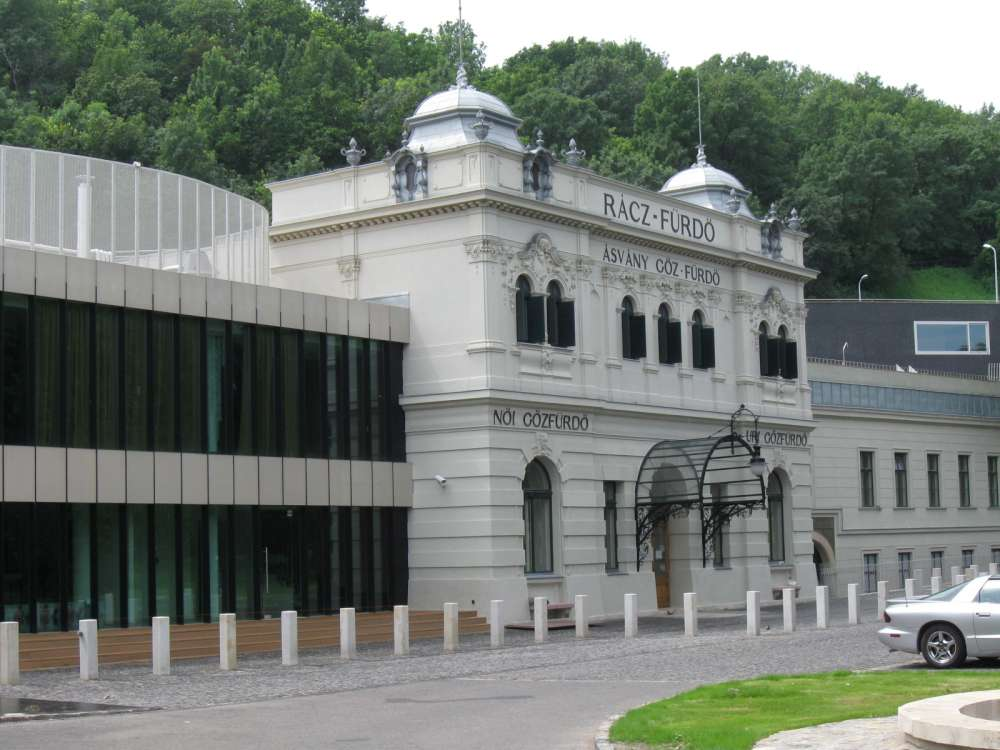
Băile medicinale Rác
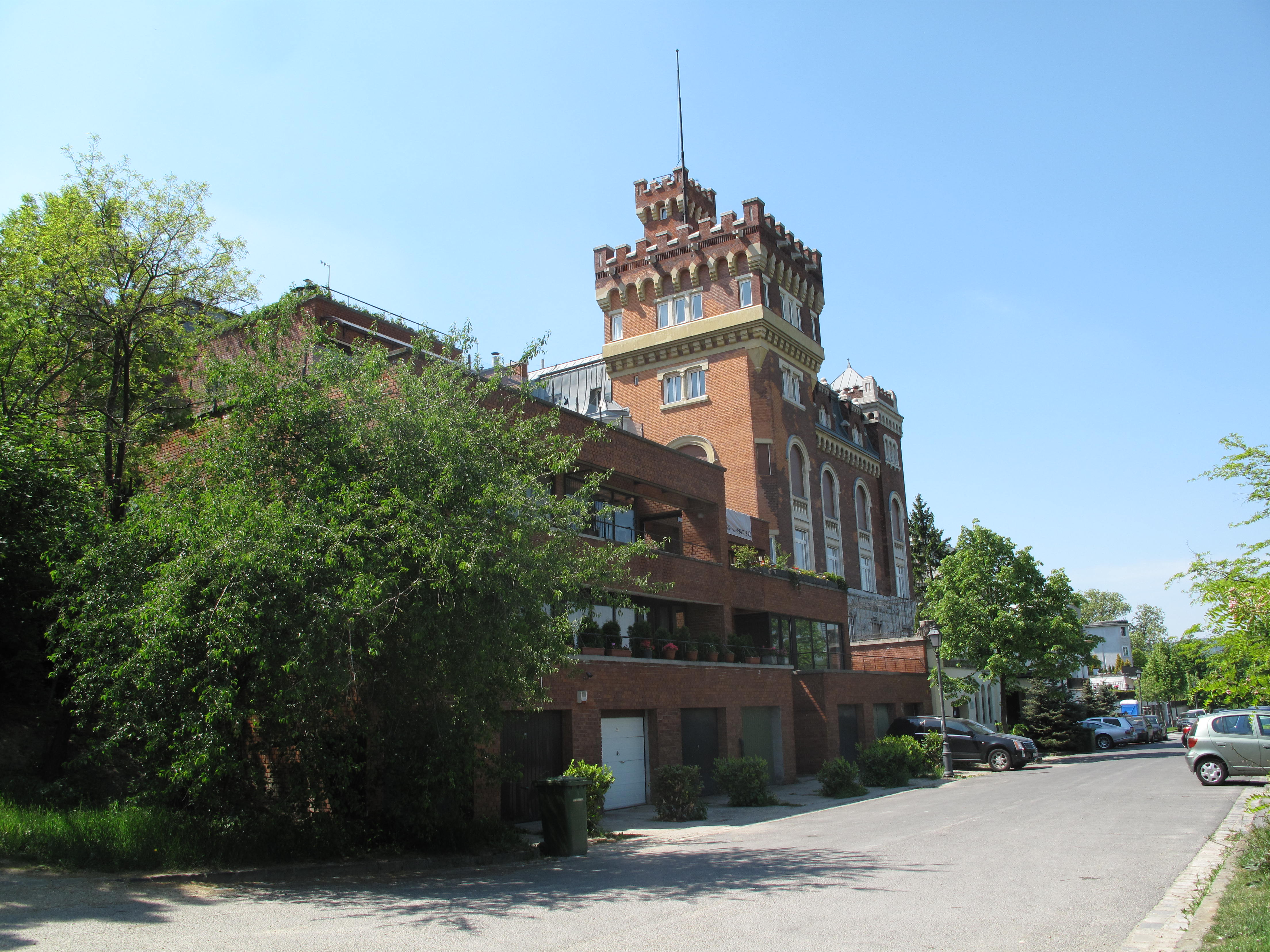
Vila Hegedűs, pe versantul nordic
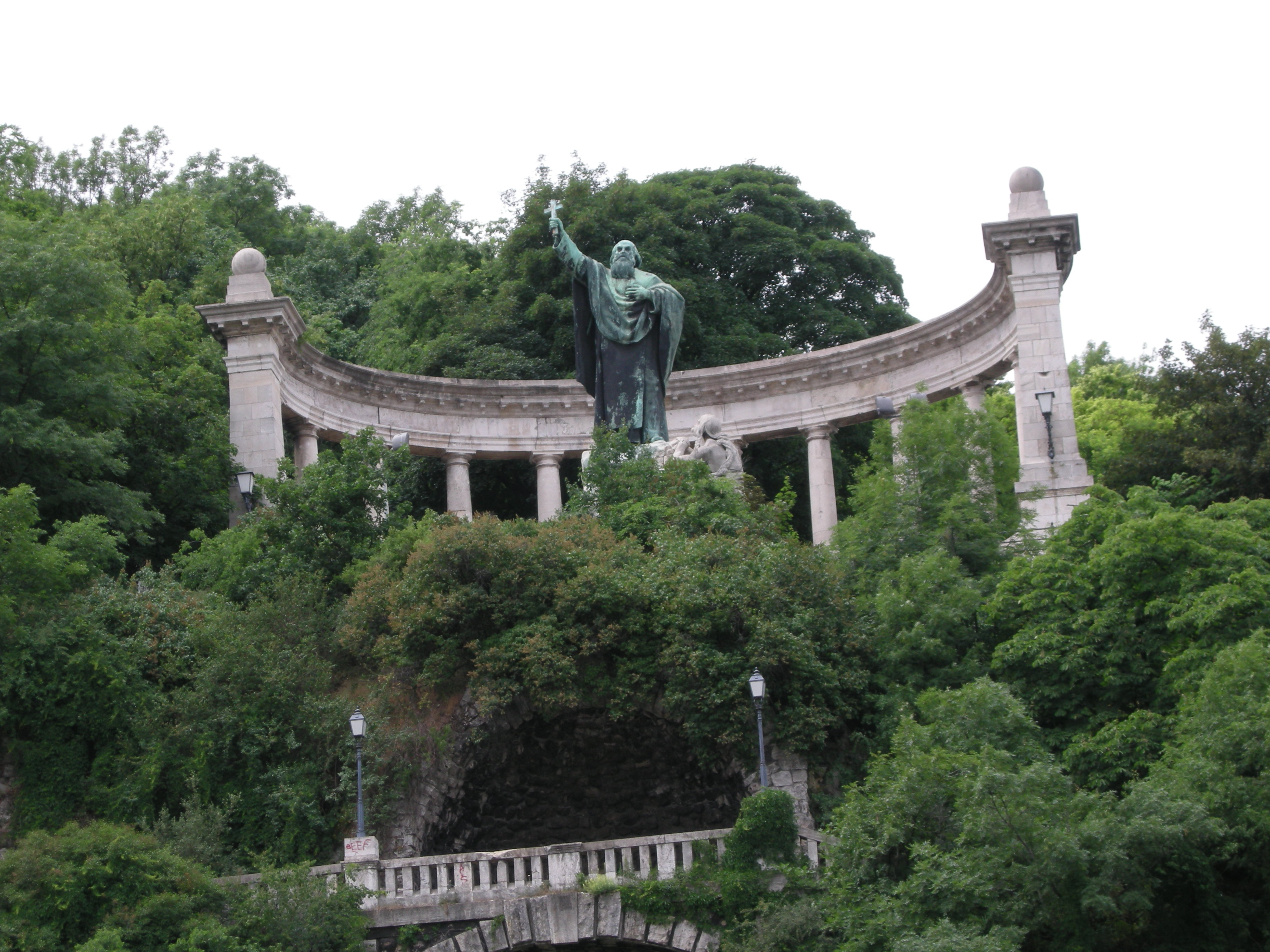
Statuia Episcopului Sf. Gerard
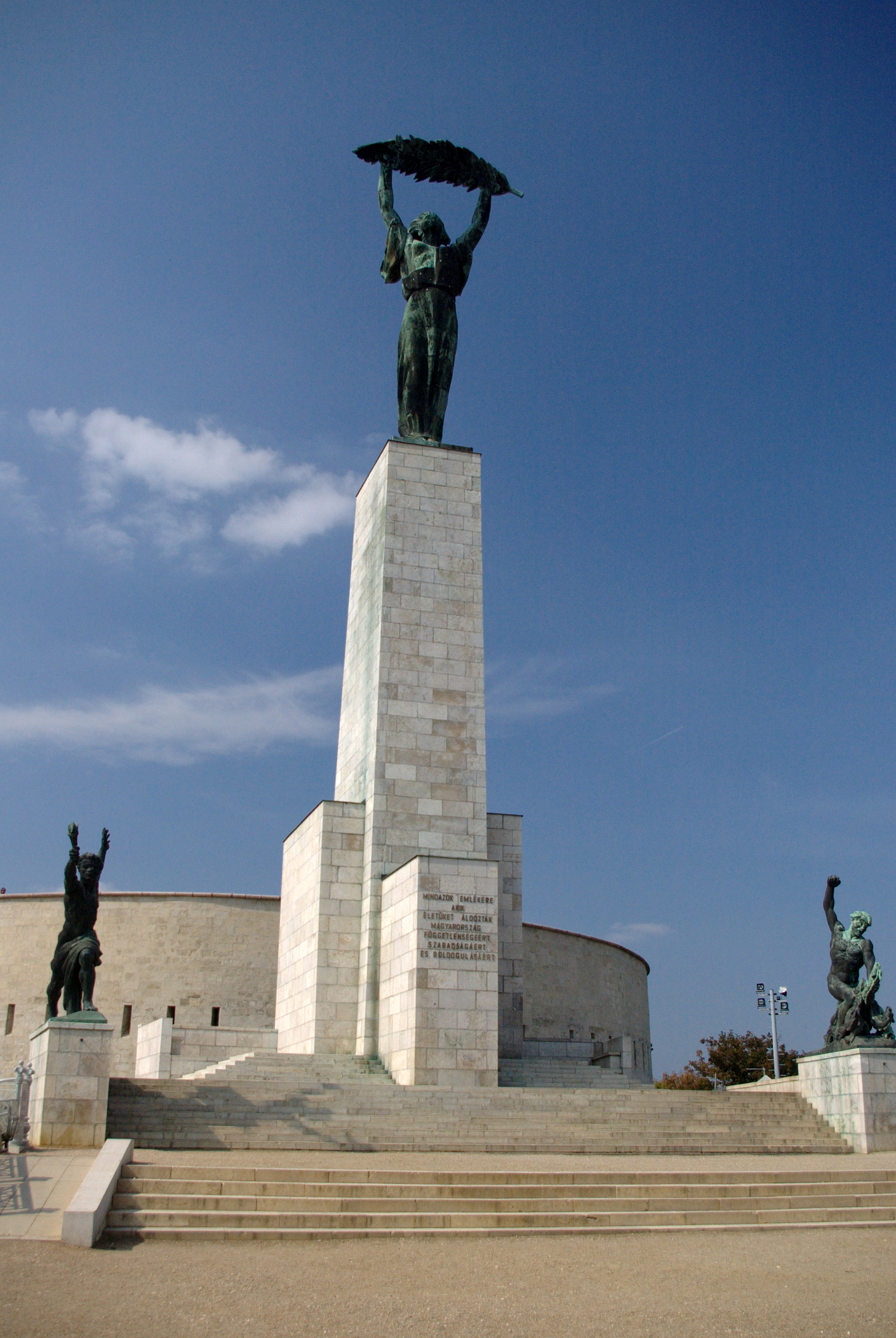
Statuia Libertății
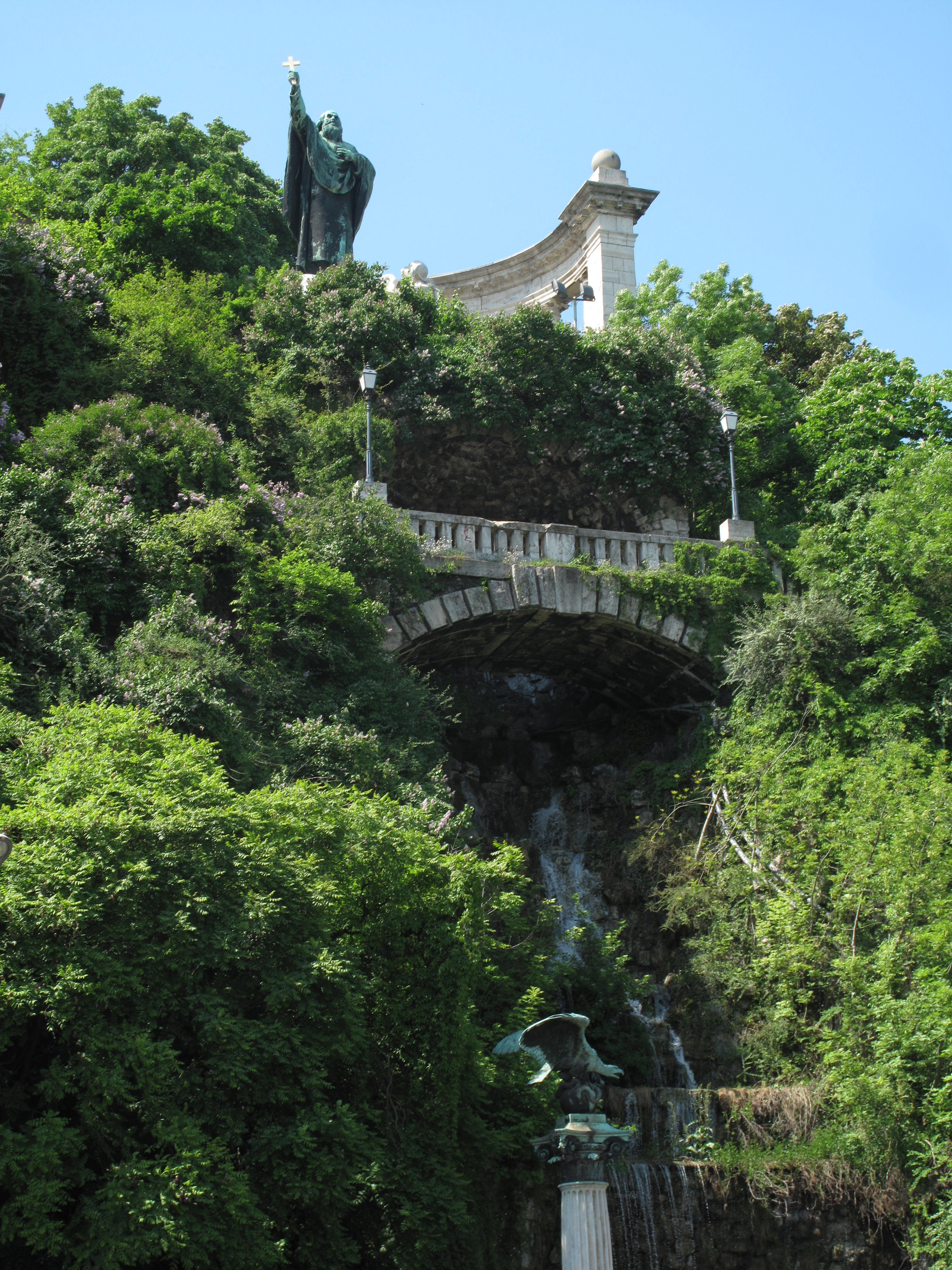
Cascada Sf. Gerard
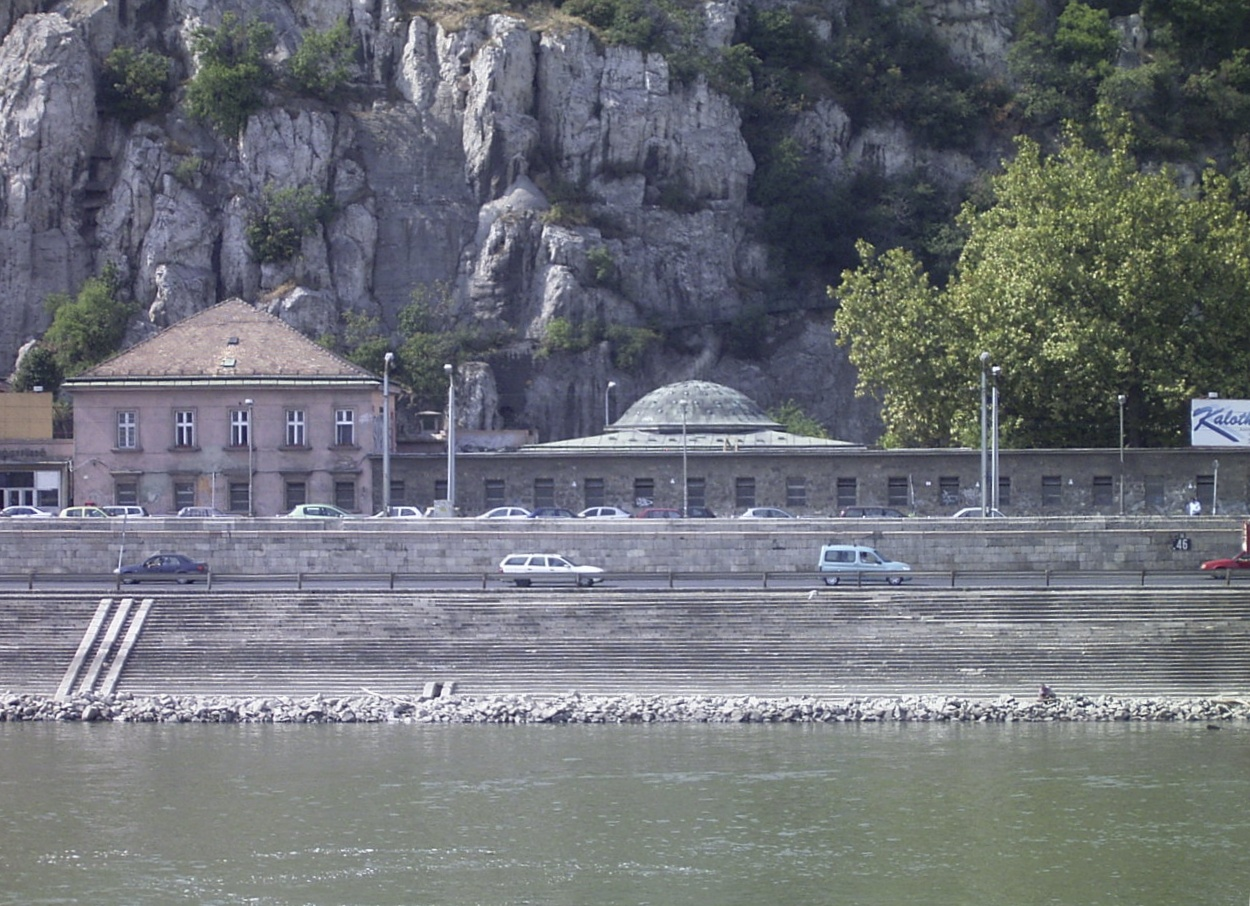
Băile Rudas
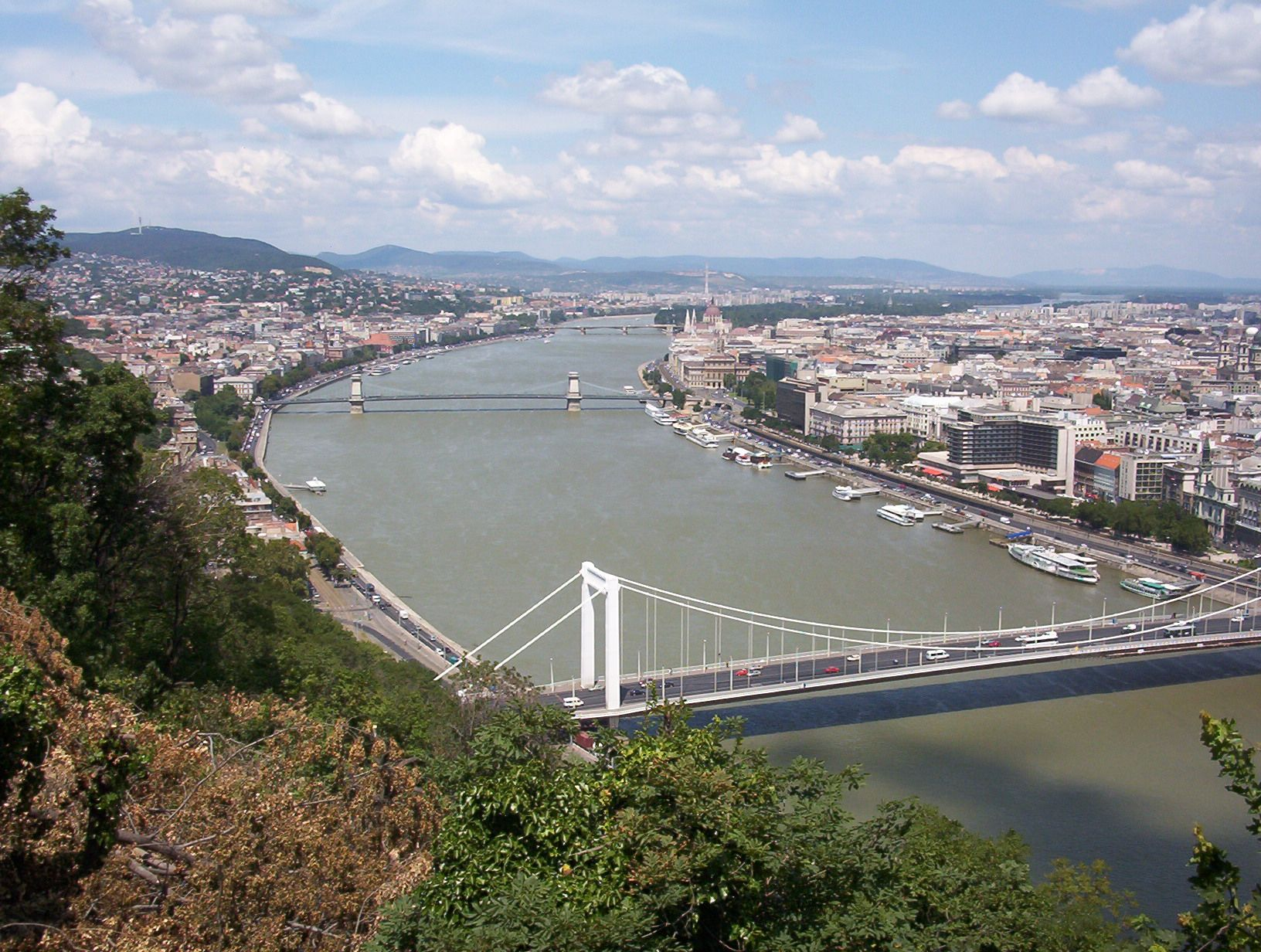
Vedere de pe Dealul Gellért